# Трояков
Трояков (хак. Трояков аалы) — аал в Усть-Абаканском Хакасии, находится в 59 км к юго-западу от райцентра — пгт Усть-Абакан.
Расположен в 2 км от автотрассы Абакан — Аскиз и в 5 км от железнодорожной станции Кирба.
Число хозяйств — 9, население — 20 чел. (01.01.2004), все хакасы.
Основано в 1918—1920 в пойме р. Абакан как хутор Трояков. Часто затоплялся. После наводнения 1936 хутор перенесли на современное место. В целинную эпопею (1954—1956) близлежащие степи были распаханы. В Троякове родился Н.Г. Доможаков, писатель, автор первого хакасского романа «В далеком аале».
Установлена стела землякам, погибшим в годы Великой Отечественной войны.

## Население
| 2002 | 2010 |
| ---- | ---- |
| 22   | ↘21  |